# 行星系

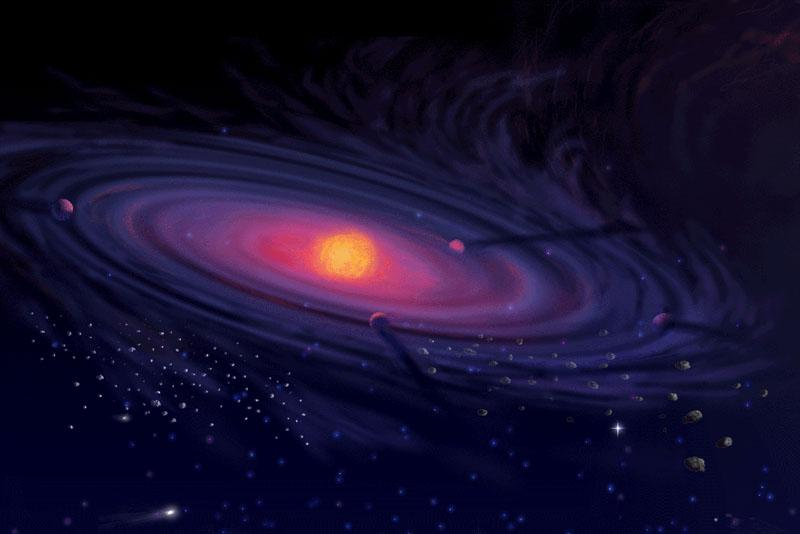
原行星盤藝術構想圖

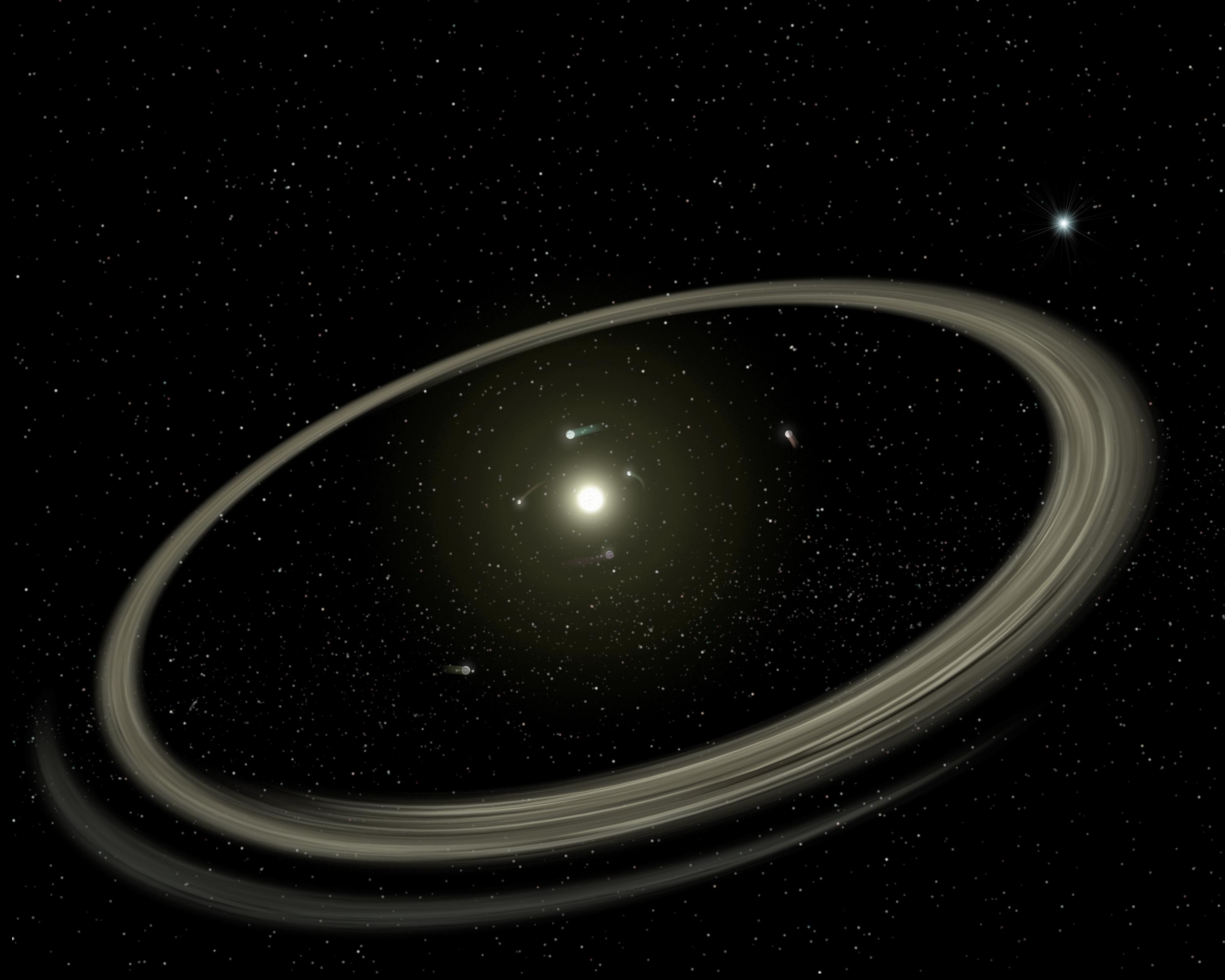
藝術家對行星系統的概念。

行星系統（英語：Planetary system）是所有在恆星或恆星系統周圍的軌道內或外，受到引力束縛的非恆星天體。一般來說，擁有一顆或多顆行星的系統構成了一個行星系統，儘管這些系統也可能由矮行星、小行星、天然衛星、流星體、彗星和星子等天體，和星周盤組成。太陽和圍繞它旋轉的行星系統，包括地球，組成太陽系。系外行星系統（英語：exoplanetary system）一詞通常用於表示其它行星系統。.
截至2024年5月1日，4,169個行星系統中有5,662顆已確認的系外行星，其中896個系統有一顆以上的行星。岩屑盤也很常見，然而其它物體更難觀察到。
天體生物學特別感興趣的是行星系統的適居帶，在那裡行星表面可能有液態水，從而有能力支持類地生命。

## 歷史

### 日心說
歷史上，日心說（太陽位於宇宙中心的學說）反對地心說（將地球置於宇宙中心）。
以太陽為中心的日心太陽系概念可能最早出現在古印度的吠陀經文獻中，該文獻通常將太陽稱為「中心的球體」。一些人在阿耶波多著作中的Āryabhaṭīya解讀為隱含日心說。
早在西元前3世紀，阿里斯塔克斯就在西方哲學和希臘天文學中首次提出了這個想法，但沒有得到大多數其他古代天文學家的支持。

### 太陽系的發現

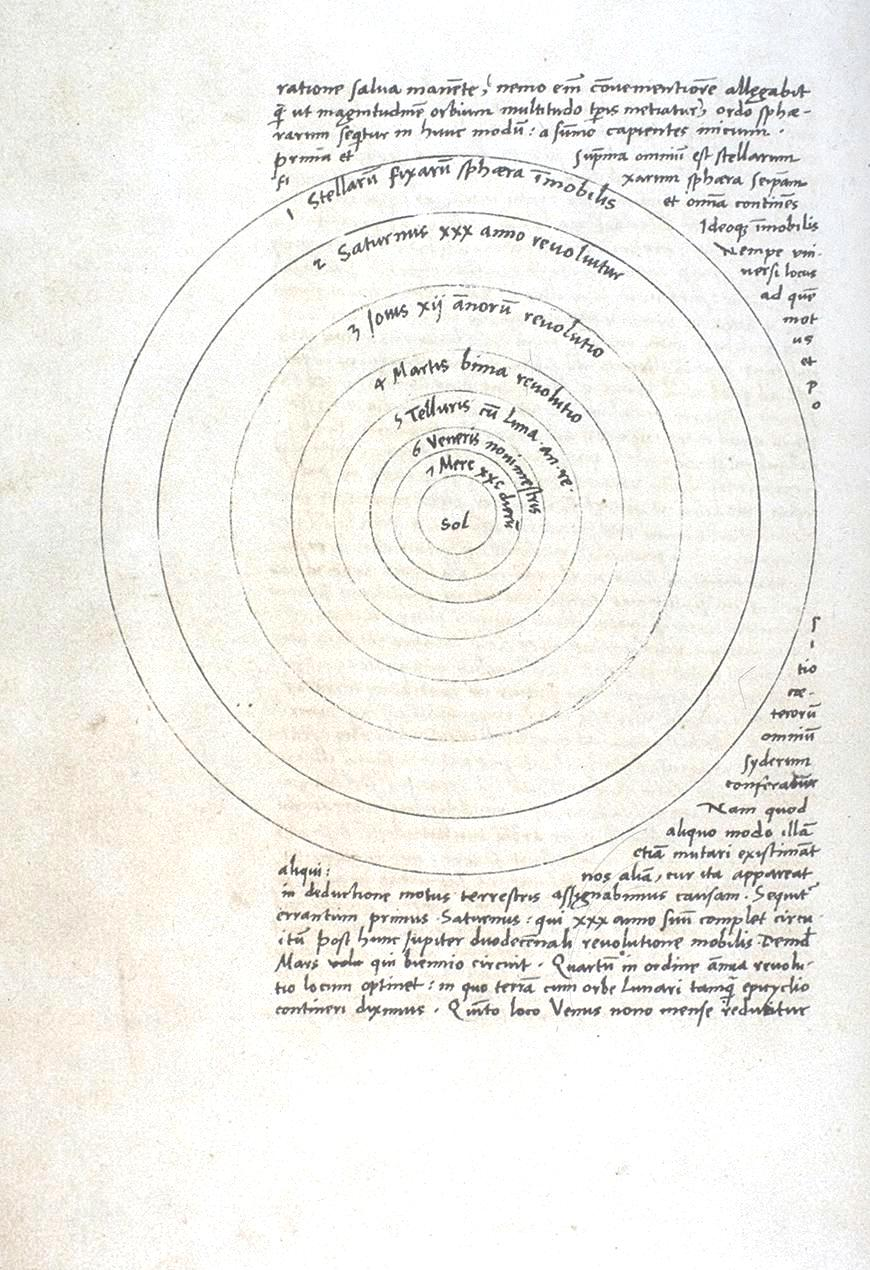
哥白尼手稿中的太陽系日心模型。

尼古拉斯·哥白尼於1543年發表的《天體運行論》提出了第一個行星系統的數學預測日心模型。17世紀的繼任者伽利略、約翰內斯·克卜勒和艾萨克·牛顿爵士發展了對物理學的理解，這導致人們逐漸接受了地球繞太陽運動的觀點，即行星受到與地球相同的物理定律的支配。

### 關於太陽系外行星系統的推測
16世紀，義大利哲學家焦爾達諾·布魯諾是哥白尼地球和其它行星繞太陽運行理論的早期支持者，他提出了恆星與太陽相似，並且同樣伴隨著行星的觀點。他因自己的思想而被羅馬宗教裁判所以火刑處死。
在18世紀，艾萨克·牛顿爵士在總結其《自然哲學的數學原理》的「普通學術」中也提到了同樣的可能性。在與太陽的行星進行比較時，他寫道：「如果恆星是類似系統的中心，它們都將根據類似的設計建造，並受『一致』的支配。」。
儘管缺乏支持的證據，但他的理論在19世紀和20世紀獲得了支持。早在天文學家證實之前，對行星系統性質的猜測就已經成為尋找外星智慧和小說中的太陽系外行星一直是小說中的一個流行主題和焦點，尤其是科幻小說。

### 探測系外行星
第一次確認探測到系外行星是在1992年，當時發現了幾顆圍繞脈衝星PSR B1257+12運行的類地質量行星。第一次確認探測到主序星的系外行星是在1995年，當時發現了一顆軌道週期為4天，圍繞附近黃矮星飛馬座51的巨行星飛馬座51b。自那以後，探測頻率增加了，特別是通過系外行星偵測法和專門的行星探測計畫，如克卜勒太空望遠鏡。

## 起源和演化

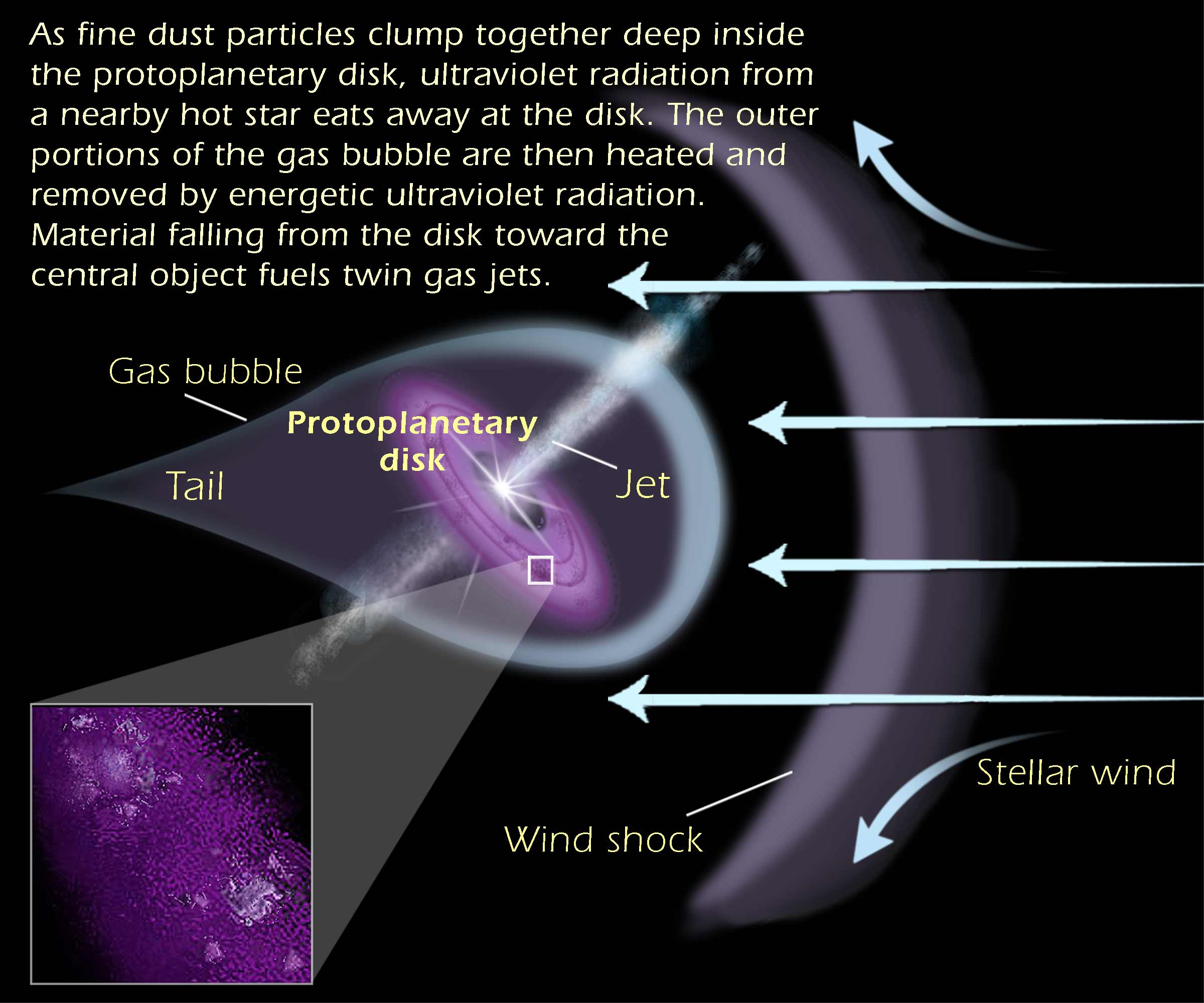
電離原行星盤的動力學說明

行星系統來自原行星盤，它們在恆星周圍形成，是恆星形成過程的一部分。
在系統形成的過程中，許多物質被引力分散到遙遠的軌道上，一些行星被完全逐出系統，成為星際行星。

### 演化的系統

#### 高質量恒星
圍繞脈衝星運行的行星已經被發現。脈衝星是高質量恆星超新星爆炸的殘餘，但在超新星爆發之前存在的行星系統很可能大部分被摧毀。行星不是被蒸發，就是被爆炸恆星的氣體質量推離軌道，或是中心恆星大部分質量的突然喪失會使它們脫離恆星的引力控制，或者在某些情况下，超新星會將脈衝星以高速踢出系統，因此任何在爆炸中倖存下來的行星都會作為自由漂浮的物體被拋在後面。在脈衝星周圍發現的行星可能是由先前存在的恆星伴星形成的，這些恆星伴星幾乎被超新星爆發完全蒸發，留下了行星大小的天體。或者，行星可能在脈衝星周圍的一個由後退物質組成的吸積盤中形成。在超新星期間未能脫離軌道的物質的回落盤也可能在黑洞周圍形成行星。

#### 低質量恆星

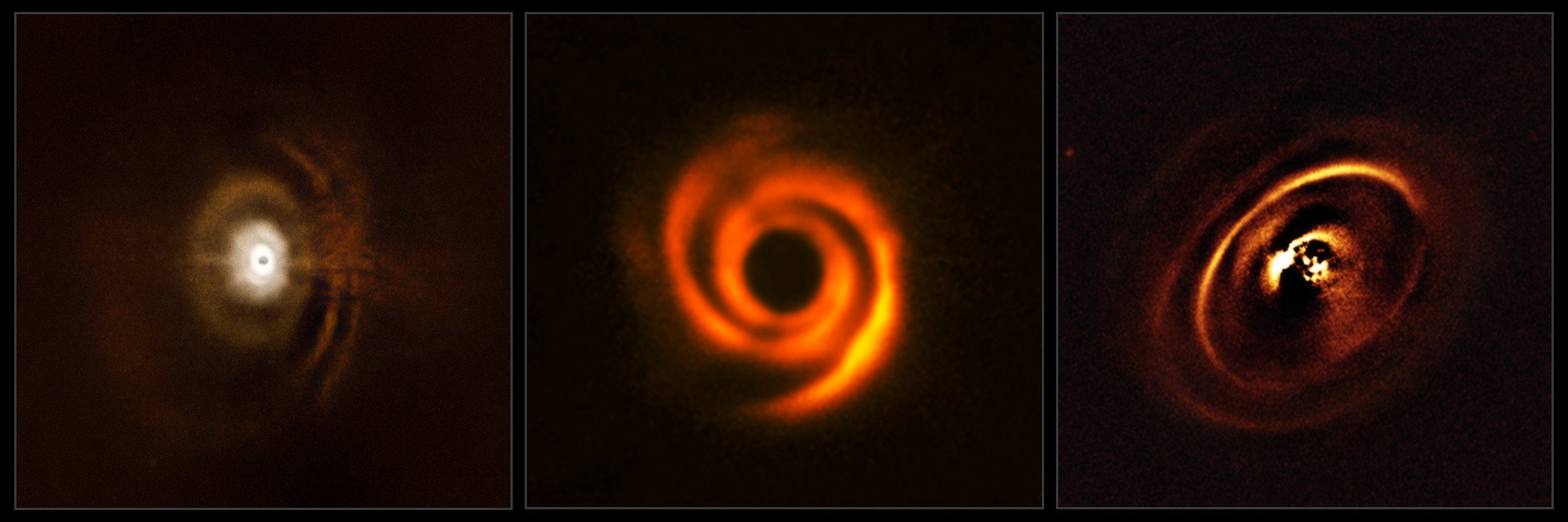
用甚大望遠鏡觀測到的原行星盤。

當恆星演化成紅巨星、漸近巨星分支和行星狀星雲時，它們吞噬了內行星，根據它們的質量將它們全部或部分蒸發。當恆星失去質量時，沒有被吞噬的行星會進一步遠離恒星。
如果一顆演化的恆星處於聯星或多星系，那麼它失去的質量可以轉移到另一顆恆星，形成新的原行星盤和第二代和第三代行星。這些新一代行星的成分可能與原始行星不同，也可能受到質量轉移的影響。

## 系統架構
太陽系由小岩石行星的內部區域和大氣態巨行星的外部區域組成。然而，其他行星系統可能具有完全不同的結構。研究表明，行星系統的結構取決於它們最初形成的條件。已經發現許多系統的氣態巨行星熱木星非常靠近恆星。有人提出了一些理論，如行星遷移或散射，用於在母恆星附近形成大行星。
現時，很少有系統被發現與太陽系類似：類地行星靠近母恆星。更常見的是，已經探測到由多個超級地球組成的系統。

### 分類
根據行星質量在主星周圍的分布情况，行星系統結構可分為四類：
- 相像的：一個系統中所有行星的質量都是相似的。這類結構是我們銀河系中最常見的。實例包括TRAPPIST-1。據說這些系統中的行星就像「豆莢裏的豌豆」[19]。
- 混合的：一個系統中行星的質量表現出很大的增加或减少的變化。這種系統的例子有GJ-876或克卜勒-89系統
- 無序的：一個系統中的大質量行星離恆星很近，而較小的行星離恆星更遠。現時還沒有這種體系結構已知的例子。
- 有序的：系統中行星的質量往往隨著與主星距離的增加而增加。太陽系是一種有序系統，內部有小的岩石行星，外部有巨行星。

### 組成

#### 行星和恆星

摩根-肯那光譜分類。

大多數已知的系外行星圍繞與太陽大致相似的恆星運行：即光譜類別F、G或K的主序星。其中一個原因是行星蒐索項目傾向於將注意力集中在這類恆星上。此外，統計分析表明，質量較低的恆星（紅矮星，屬於光譜類別M）不太可能擁有質量足以被徑向速度法探測到的行星。儘管如此，克卜勒太空望遠鏡通過可以探測到較小行星的凌日法，已經發現了數十顆紅矮星周圍的行星。

#### 星周盤和塵埃結構

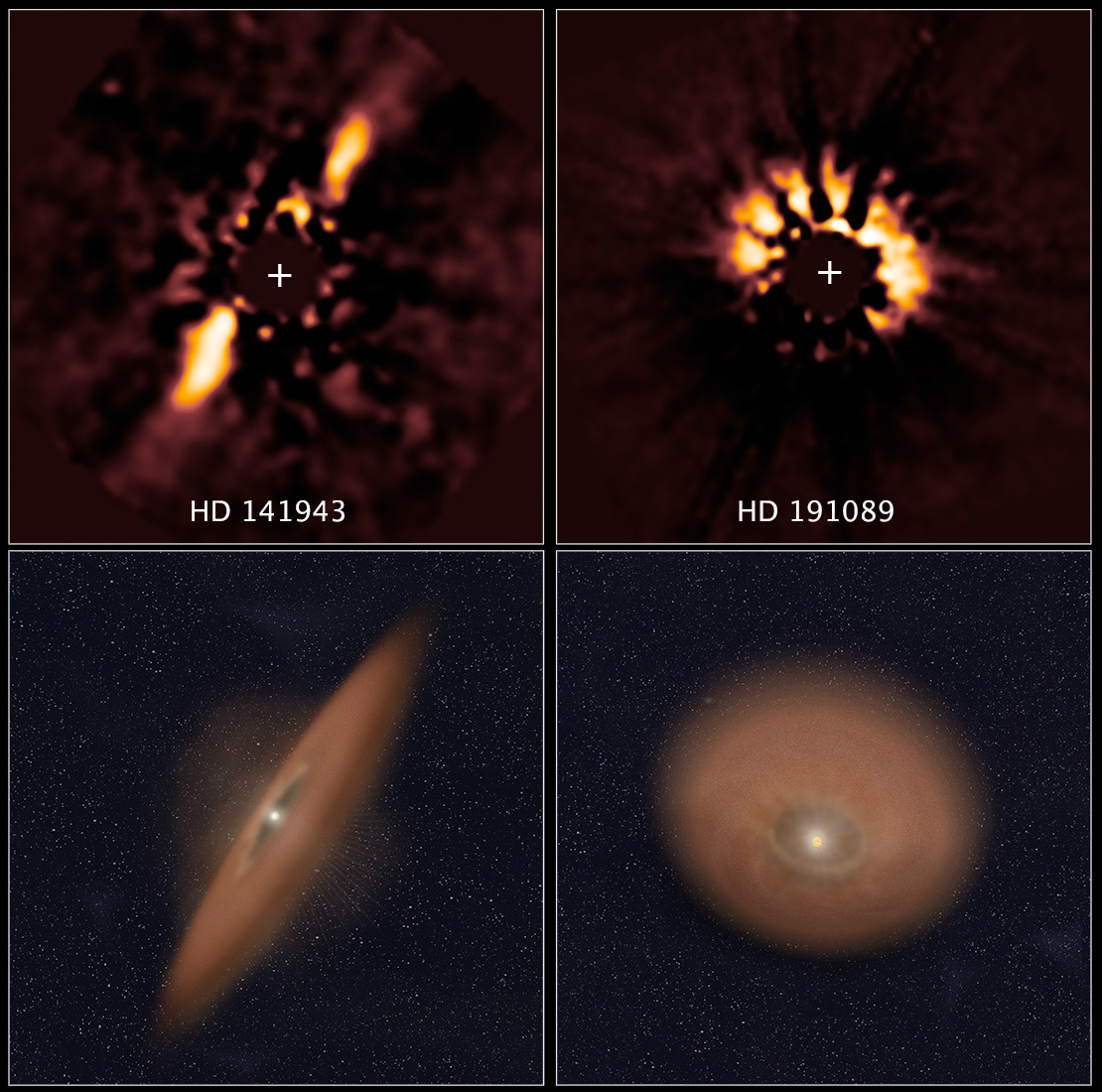
使用改進的成像過程，在HST的年輕恆星檔案影像中探測到「HD 141943」和「HD 191089」的岩屑盤（2014年4月24日）

在行星之後，星周盤是行星系統，特別是年輕恆星最常見的觀測特性之一。太陽系至少有四個主要的星周盤（小行星帶、古柏帶、離散盤和歐特雲），在附近類似太陽的天體周圍探測到了清晰可見的盤，包括波江座ε和鯨魚座τ。根據對許多相似圓盤的觀測，它們被認為是主序星上恆星的非常常見的内容。
對太陽系中行星際塵雲已經在進行研究，類似的塵埃雲被認為也存在於其它行星系統中。外黃道帶塵埃，是填充太陽系平面的1–100微米大小的無定形碳和矽酸鹽塵埃顆粒的黃道帶塵埃，在系外行星的一種類似物，已經在蛇夫座51、北落師門周圍被發現，鯨魚座τ和織女星系統。

#### 彗星
截至2014年11月，已知的太陽系彗星有5,253顆，它們被認為是行星系統常見（共同）的組成部分。第一批系外彗星於1987年被探測到圍繞著一顆非常年輕的 A型主序星：繪架座β。目前共有11顆恆星被觀測到或懷疑存在系外彗星。所有已發現的系外彗星系統（繪架座β、HR 10、蛇夫座51、HR 2174、鯨魚座49、左旗增五、車府增十七、HD 21620、HD 42111、HD 110411、和不久前新增的孔雀增一（HD 172555））都是在非常年輕時候的A型星。

#### 其他成員
2013年，史匹哲太空望遠鏡在NGC 2547-ID8恆星周圍探測到一次撞擊，並經地面觀測證實，該撞擊的電腦模型表明，大型小行星或原行星的參與，與據信導致地球等類地行星形成的事件相似。
根據對太陽系大量天然衛星的觀測，它們被認為是行星系統的共同組成部分； 然而，到目前為止，系外衛星的存在尚未得到證實。在半人馬座的恆星1SWASP J140747.93-394542.6，是天然衛星的有力候選者。有迹象表明，已確認的太陽系外行星WASP-12b也至少有一顆衛星。

### 軌道構型（配置）
與軌道接近圓形的太陽系不同，許多已知的行星系統顯示出更高的軌道離心率。這種系統的一個例子是奚仲四（天鵝座16）。

#### 相互傾斜
兩顆行星之間相互的傾角是它們的軌道平面之間的角度。許多在金星等效軌道內部有多顆近距離行星的緊湊系統預計相互傾角非常低，因此該系統（至少是近距離部分）將比太陽系更平坦。被捕獲的行星可以被捕獲到與系統其它部分成任意角度。截至2016年，只有少數幾個系統實際測量了相互傾斜。一個例子是天大將軍六（仙女座υ）系統：行星c和d的相互傾角約為30度。

#### 軌道動力學
行星系統可以根據其軌道動力學分類為共振系統、非共振相互作用系統、分層系統或這些系統的某種組合。在共振系統中，行星的軌道週期是整數比。包含四顆行星的克卜勒223系統以8:6:4:3軌道共振。
巨行星比較小的行星更頻繁地出現在平均運動共振中。
在相互作用的系統中，行星的軌道距離足夠近，以至於它們會擾亂軌道參數。 太陽系可以被描述為弱相互作用。在強相互作用的系統中，克卜勒定律不成立。
在分層系統中，行星的排列方式使系統在引力上可以被視為兩個天體的嵌套系統，例如，在一顆恆星與一個近距離的熱木星和另一個更遠的氣態巨星在一起，恆星和熱木星形成一對，對另一個足够遠的行星來說，這對恆星與行星看起來像一個單一的物體
其它尚未觀測到的軌道可能性包括：雙行星；各種共軌行星，如準衛星、特洛伊和交換軌道；以及由進動軌道平面維持的互鎖軌道。

#### 行星數量、相對參數和間距
- On The Relative Sizes of Planets Within Kepler Multiple Candidate Systems （页面存档备份，存于）, David R. Ciardi et al. December 9, 2012
- The Kepler Dichotomy among the M Dwarfs: Half of Systems Contain Five or More Coplanar Planets （页面存档备份，存于）, Sarah Ballard, John Asher Johnson, October 15, 2014
- Exoplanet Predictions Based on the Generalised Titius-Bode Relation （页面存档备份，存于）, Timothy Bovaird, Charles H. Lineweaver, August 1, 2013
- The Solar System and the Exoplanet Orbital Eccentricity - Multiplicity Relation （页面存档备份，存于）, Mary Anne Limbach, Edwin L. Turner, April 9, 2014
- The period ratio distribution of Kepler's candidate multiplanet systems, Jason H. Steffen, Jason A. Hwang, September 11, 2014
- Are Planetary Systems Filled to Capacity? A Study Based on Kepler Results （页面存档备份，存于）, Julia Fang, Jean-Luc Margot, February 28, 2013

#### 行星捕獲
疏散星團中自由漂浮的行星具有與恆星相似的速度，因此可以被重新捕獲。它們通常被捕獲到100到105AU。捕獲效率隨著集羣大小的增加而降低，對於給定的集羣大小，捕獲效率隨著主星/主節點質量的增加而增加。它幾乎與行星質量無關。單顆和多顆行星可能被捕獲到任意的不對齊軌道上，彼此不共面，或與宿主恆星自轉或早先存在的行星系統不共面。由於來自同一星團的恆星有著共同起源，一些行星-宿主的金屬豐度相關性可能仍然存在。行星不太可能在中子星周圍被捕獲，因為它們形成時很可能會被脈衝星踢從星團中噴出。行星甚至可以在其它行星周圍被捕獲，形成自由漂浮的行星聯星。在星團散去後，一些軌道大於106 AU的被捕獲行星將被星系潮汐慢慢破壞，並可能通過與其它場恆星或巨型分子雲的相遇而再次自由漂浮。

## 區域

### 適居帶

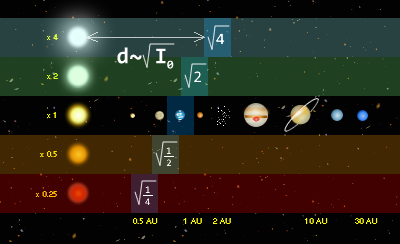
不同類型恒星周圍適居帶的位置。

恆星周圍的適居帶是指溫度範圍允許液態水存在於行星上的區域；也就是說，離恒星不會太近，水不會蒸發，離恒星也不太遠，水不會結冰。恆星產生的熱量取決於恆星的大小和年齡；這意味著適居帶也會相應地變化。此外，行星上的大氣條件會影響行星保持熱量的能力，因此適居帶的位置也因不同類型的行星而異。
適居區通常根據地表溫度來定義的；然而，地球上超過一半以上的生物量來自地下的微生物，溫度隨著地下深度的增加而增加，因此當地表結冰時，地下可能仍有利於生命；如果考慮到這一點，適居帶距離恆星可以更遠。
2013年的研究表明，類太陽恆星的比率估計為22±8%是具有地球大小恆星的行星在適居帶。

### 金星帶
「金星帶」是指恆星周圍的區域，在那裡類地行星會有失控溫室效應的條件，比如金星，但不會太靠近恆星，因此大氣不會完全蒸發。與適居帶一樣，金星帶的位置取決於幾個因素，包括恆星的類型和行星的性質，如質量、自轉速率和大氣雲。對克卜勒太空望遠鏡數據的研究表明，根據行星大小和與恆星的距離，32%的紅矮星可能有類似金星的行星，而K型和G型的行星則增加到45%已經確定了幾個候選者，但需要對它們的大氣層進行光譜的後續研究，以確定它們是否像金星。

## 行星的銀河系分佈

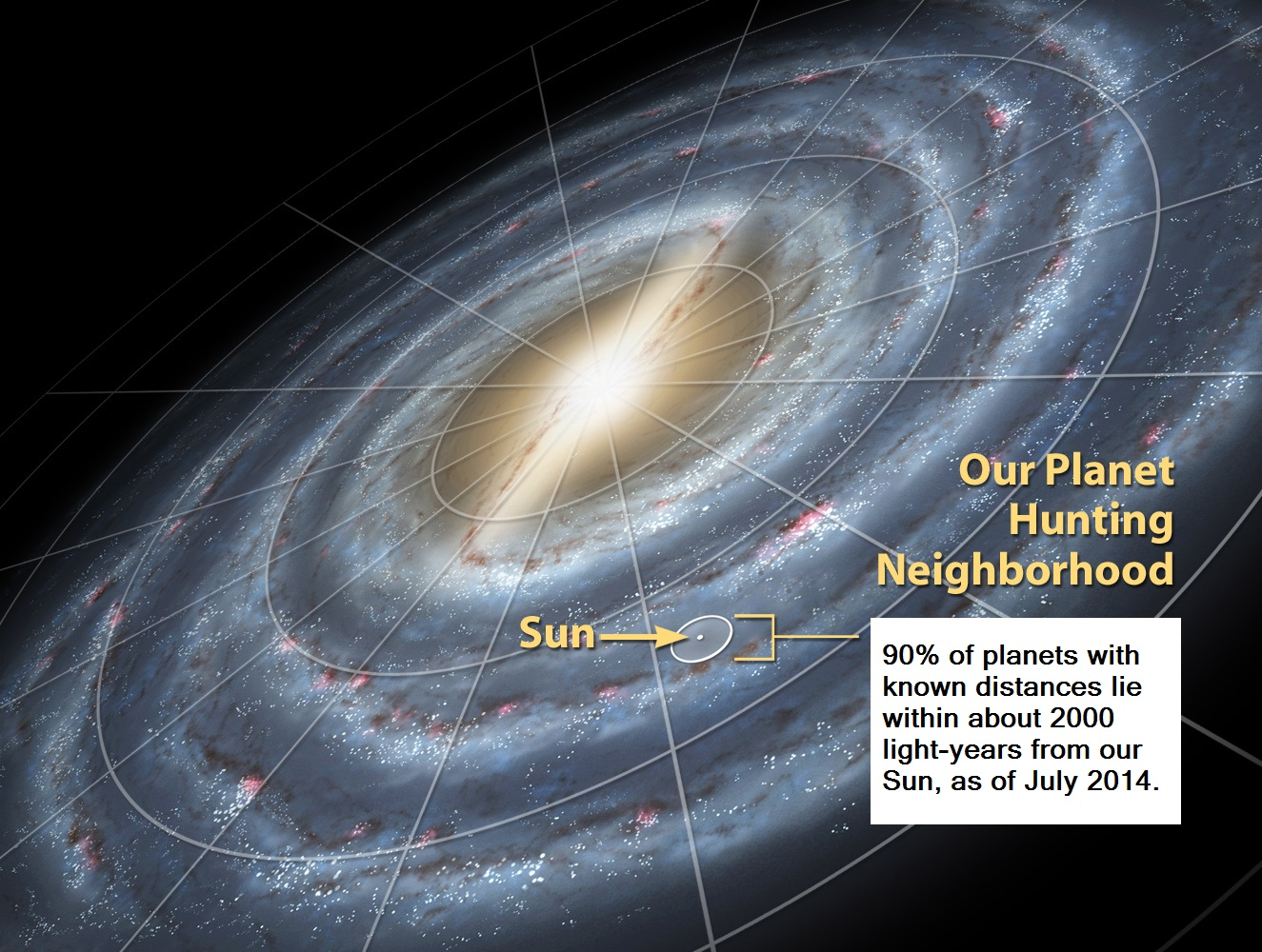
截至2014年7月，90%已知距離的行星距離地球約2,000光年。

銀河系的直徑為100,000光年，但截至2014年7月，90%已知距離的行星距離地球約2000光年。一種可以探測更遠行星的方法是微引力透鏡。即將到來的羅曼太空望遠鏡可以使用微透鏡量測核球與星系盤中行星的相對頻率。到目前為止，有跡象表明，行星在星系盤中比核球中更常見。估計微透鏡事件的距離是困難的：第一顆被認為很有可能位於核球中的行星是MOA-2011-BLG-293Lb，距離為7.7千秒差距（約25,000光年）。

「第一星族星」或「富金屬星」，是那些金屬量最高的年輕恆星。因為行星是由金屬的吸積形成的，第一星族星的高金屬性使它們比年長的恆星更有可能擁有行星系統。太陽是富含金屬的恆星的一個例子。這種恆星在銀河系的螺旋臂中很常見。一般來說，最年輕的恆星，極端的第一星族星，在更遠的地方被發現，而中間的第一星族星在更遠的地方，依此類推。太陽被認為是一顆中間第一星族星。在銀河系中心周圍的第一星族星有規則的橢圓軌道，相對速度較低。
「第二星族星」或「貧金屬星」，是那些金屬量相對較低的，金屬量可以比太陽低數百倍（例如：BD +17° 3248）或數千倍（例如：斯內登星）。這些恆星形成於宇宙的早期。中間第二星族星常見於銀河系中心附近的核球，而在銀暈中發現的第二星族星更老，因此金屬量更低。球狀星團也包含大量的第二星族星。
2014年，第一顆圍繞暈恆星的行星被宣佈圍繞著卡普坦星，這是離地球最近的暈恆星，距離地球約13光年。然而，後來的研究表明，卡普坦b只是恆星活動的產物，卡普坦c需要更多的研究才能得到證實。卡普坦星的金屬量估計約為比太陽少8倍。
不同的星系類型有不同的恆星形成和行星形成的歷史。行星的形成受到星系內恆星種群的年齡、金屬和軌道的影響。星系內恆星種群的分佈在不同類型的星系之間也有所不同。
橢圓星系中的恆星比螺旋星系中的恆星要古老得多。大多數橢圓星系主要包含低質量恆星，而恆星形成的活動極少。宇宙中不同類型星系的分佈取決於它們在星系團內的位置，橢圓星系大多靠近它們的中心。

## 里程碑
- 太陽系——太陽和附屬的行星系統，這是最早認識的行星系統。
- PSR B1257+12——最早發現的系外行星系統，最早發現的脈衝星行星系統，最早發現的多行星系外行星系統，最早發現的脈衝星多行星系統。
- 仙女座υ——最早發現的主序星多行星系外行星系統，發現於1999年4月。
- PSR B1620-26——最早發現的聚星行星系統。
- 开普勒90——已知的最大的系外行星系統（8顆行星）（之前的記錄為HD 10180的七顆行星）[62]。
- Gliese 876——最早發現的紅矮星行星系統，也是最早發現的有軌道共振現象的行星系統。
- HD 69830——已發現三顆與海王星質量相當的行星和一條小行星帶，軌道都在1AU之内[63][64]。
- 2M1207——第一顆被拍攝到的系外行星，最早發現的棕矮星行星系統[65]。
- Cha 110913——最早發現的次恒星(substellar)行星系統，也有人認為是星際行星[66]。

## 註解
1. ↑  就這五分之一的統計量而言，「類太陽」的意思是黃矮星。但實際上並沒有類太陽恆星的數據，所以此這一統計資料是根據K型恒星的數據推斷出來的。
2. ↑  就這五分之一的統計而言，地球大小意味著半徑為1-2個地球半徑
3. ↑  就這五分之一的統計資料而言，「適居帶」是指恆星通量為地球0.25至4倍的區域（相當於太陽的0.5至2天文單位）
4. ↑  就此而言，地球大小意味著0.5–1.4地球半徑，「金星帶」意味著M型和K型恆星的恆星通量約為地球的1至25倍，G型恆星的通量約為地球的1.1至25倍。
5. ↑  Metallicity of Kapteyn's star estimated at [Fe/H]= −0.89. 10−0.89 ≈ 1/8